# Kjerringa (kulle i Antarktis, lat -71,90, long 2,83)
Kjerringa är en kulle i Antarktis. Den ligger i Östantarktis. Norge gör anspråk på området. Toppen på Kjerringa är 1 425 meter över havet.
Terrängen runt Kjerringa är varierad. Trakten är glest befolkad. Närmaste befolkade plats är Troll research station, 15,3 kilometer sydväst om Kjerringa. 